# Bakke bru (Flekkefjord)

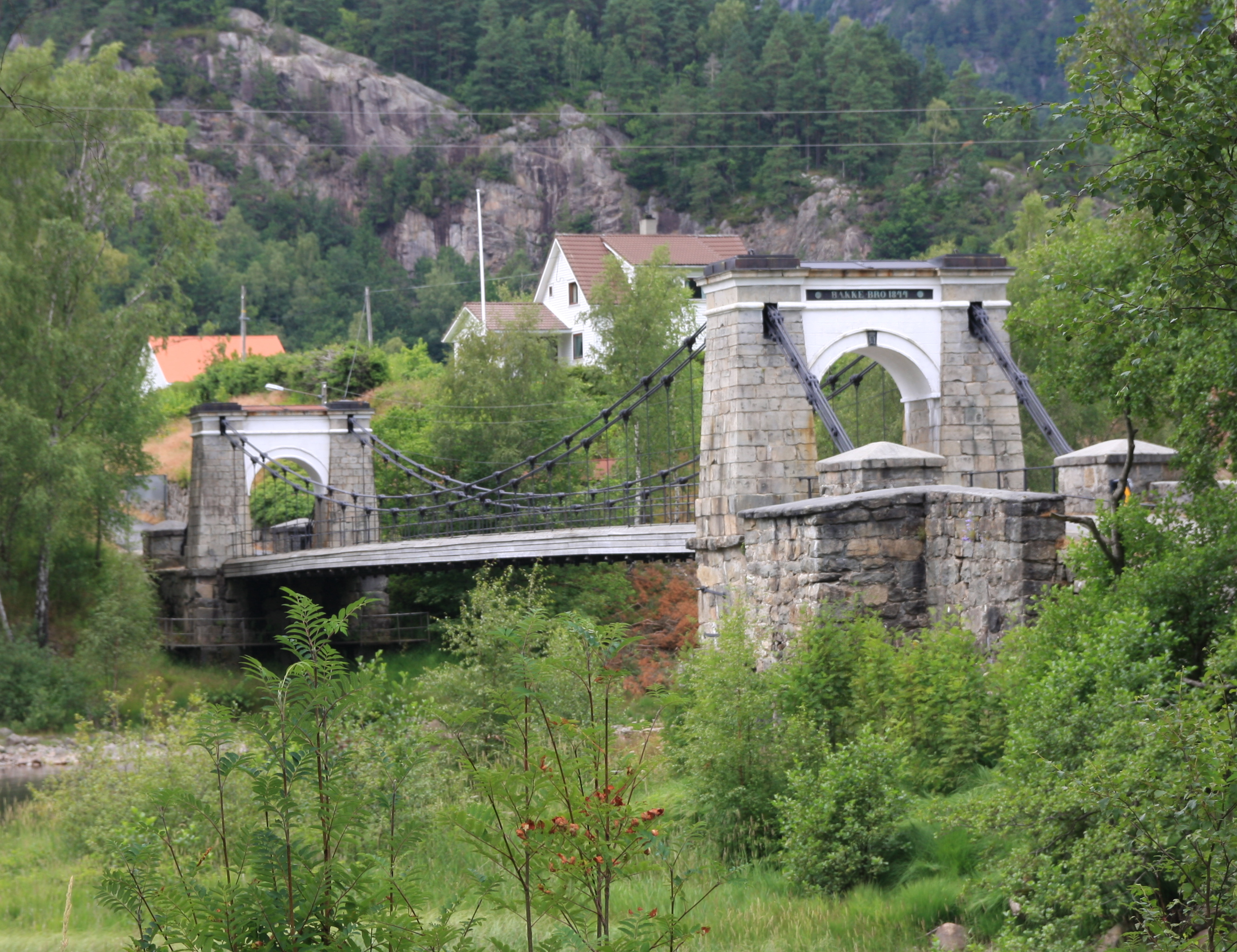
Bakke bru

Die Bakke bru ist eine Hängebrücke über den Fluss Sira in der norwegischen Kommune Flekkefjord im Fylke Agder. Sie befindet sich nahe der Grenze zum Fylke Rogaland.
Die Brücke wurde von 1841 bis 1844 erbaut. Sie war die erste Kettenbrücke in Nordeuropa und wurde nach Vorbild zweier Brücken in Großbritannien erbaut. Im westlichen Bereich der Brücke ist ein Monogramm für Oskar I. angebracht. Bis 1948 war die Bakke bru Teil des alten Postweges. Im Jahr 1959 wurde sie unter Denkmalschutz gestellt. Die Länge der Brücke beträgt 52 m (nach anderen Angaben 53,5 m) und sie ist 4,35 m breit.